# Kousei Miura

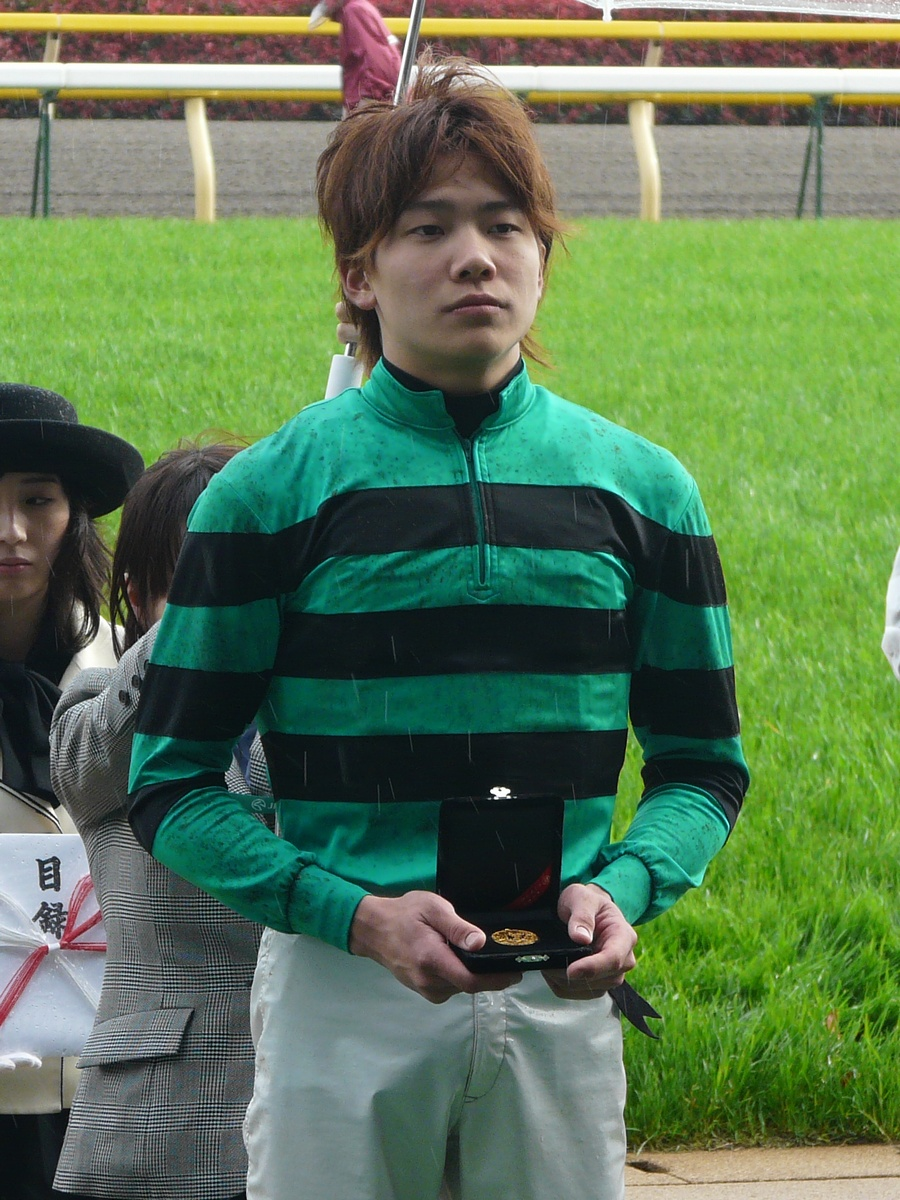
Kousei Miura

Kousei Miura (三浦 皇成 Miura Kōsei?, nacido el 19 de diciembre de 1989, en Nerima, Tokio, Japón) es un jockey japonés que está representado por la Japan Racing Association. Ganó el Premio JRA 2008 para Jockey Recién Llegado con Más Victorias y la Premio Club de Prensa de la Carrera de Caballos Hokkaido 2014.